# Juan Vitalio Acuña Núñez
Pour les articles homonymes, voir Acuña et Núñez.
Juan Vitalio Acuña Núñez, dit «Vilo» (27 janvier 1925- 31 août 1967) était un guérillero qui participa à la révolution cubaine et mourut lors de la tentative d'implantation, avec le Che, d'une guérilla en Bolivie, qui prit le nom d'Armée de libération nationale (ELN).

## Biographie
Paysan cubain, il devient guerilleros au tout début de la révolution cubaine peu après le débarquement de Fidel Castro et Che Guevara.
Après les premiers combats de la caserne d'El Uvero, il fait partie des cinq hommes qui escortent les blessés plusieurs semaines dans la jungle avec Che Guevara et Juan Almeida Bosque. Il fait lieutenant le même jour ou Guevara est nommé commandant.
Il participe à tous les combats de la guerilla et sauve la vie de Camilo Cienfuegos, lorsque celui-ci est blessé en le portant dans un hamac transformé en brancard.
Vilo Acuña est nommé capitaine par Fidel Castro et le Che après un an dans la guerilla et en novembre 1958 commandant qui dirige sa propre colonne.
Il entre avec Fidel Castro le 9 janvier 1959 à La Havane.
Il est diplômé de l'école supérieure de guerre en 1964 et désigné membre du comité central du parti révolutionnaire cubain.
Vilo Acuña a 42 ans en 1966 lorsqu'il est nommé par Che Guevara second pour l'expédition en Bolivie sous le nom de code de «Joaquín». Le 17 avril 1967 son escouade qui comporte des blessés reste à attendre à l'arrière de celle du Che mais doit abandonner sa position peu après. Les deux escouades ne renoueront jamais contact et Vilo Acuña meurt abattu le 31 août par l'armée bolivienne, probablement trahi par son guide. Dans cette embuscade meurt la seule femme de la guerilla bolivienne, Tamara Bunke dite "Tania".